# Dudley (Massachusetts)
Dudley é uma vila localizada no condado de Worcester no estado estadounidense de Massachusetts. No Censo de 2010 tinha uma população de 11.390 habitantes e uma densidade populacional de 201,12 pessoas por km².

## Geografia
Dudley encontra-se localizado nas coordenadas 42° 03′ 14″ N, 71° 56′ 06″ O. Segundo o Departamento do Censo dos Estados Unidos, Dudley tem uma superfície total de 56.63 km², da qual 53.92 km² correspondem a terra firme e (4.8%) 2.72 km² é água.

## Demografia
Segundo o censo de 2010, tinha 11.390 pessoas residindo em Dudley. A densidade populacional era de 201,12 hab./km². Dos 11.390 habitantes, Dudley estava composto pelo 95.49% brancos, o 1.19% eram afroamericanos, o 0.14% eram amerindios, o 0.83% eram asiáticos, o 0.01% eram insulares do Pacífico, o 0.9% eram de outras raças e o 1.43% pertenciam a duas ou mais raças. Do total da população o 2.9% eram hispanos ou latinos de qualquer raça.